# Kolonchin
Le Kolonchin (en persan : قلّه کلونچین) est avec 4 221 m le point culminant du massif de Zard Kuh dans les monts Zagros, en Iran. Il est situé dans la préfecture de Kuhrang dans la province de Chahar Mahaal et Bakhtiari.

## Ascension
La voie la plus populaire est la voie nord depuis la ville de Chelgerd dans la préfecture de Kuhrang. Depuis le tunnel de Kuhrang 1 une journée de marche dans des gorges sur des glaciers est nécessaire pour arriver au pied du sommet de Kolonchin. Un campement y est en général installé pour une ascension tôt le lendemain matin et un retour le jour même.
La voie sud depuis Bazoft, plus longue, nécessite 2 jours de marche pour arriver au pied du versant sud et effectuer l’ascension le lendemain matin. Le retour peut ensuite soit s'effectuer via la voie nord, soit en retournant sur Bazoft.

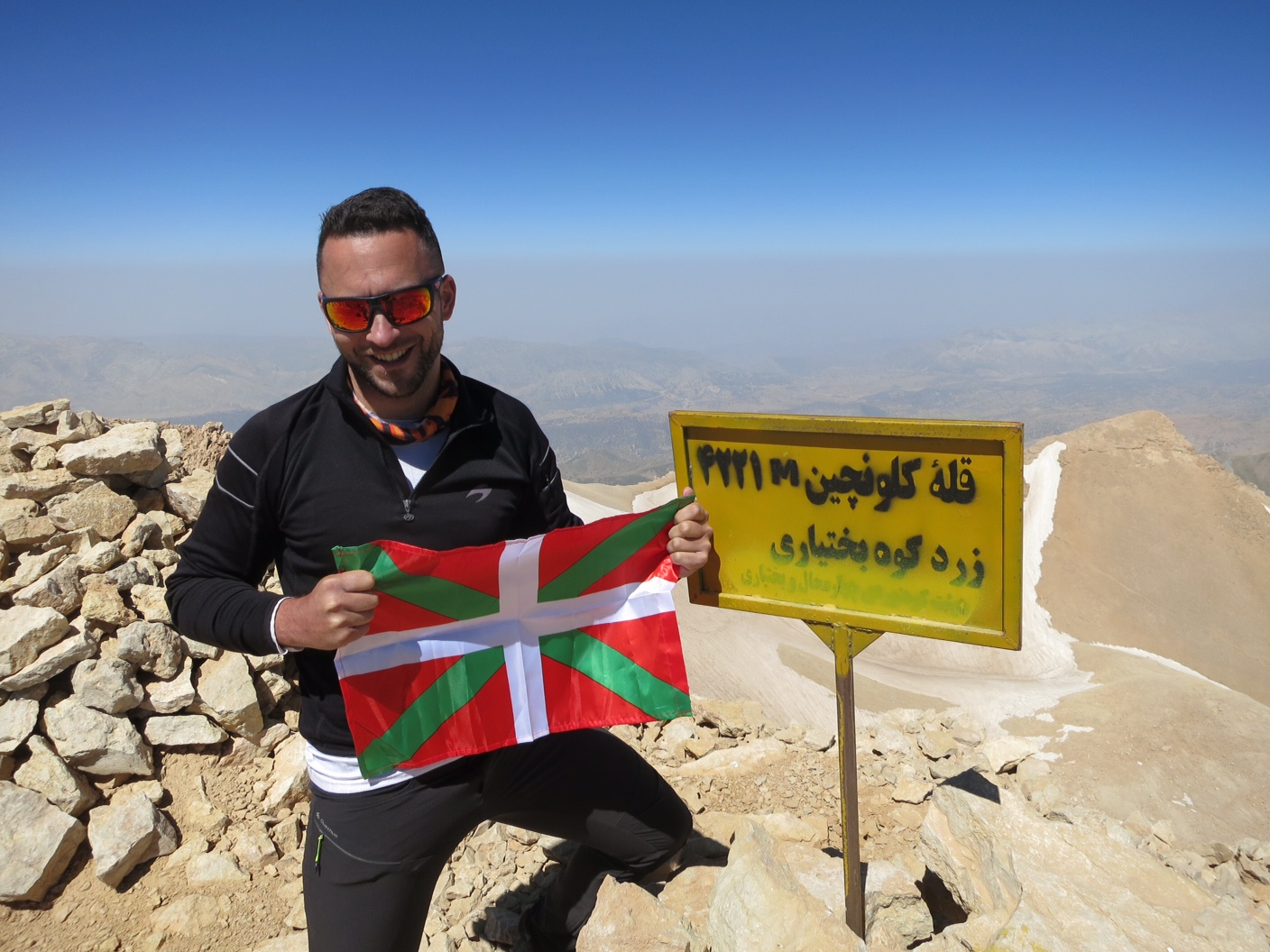
Alpiniste posant devant la plaque.
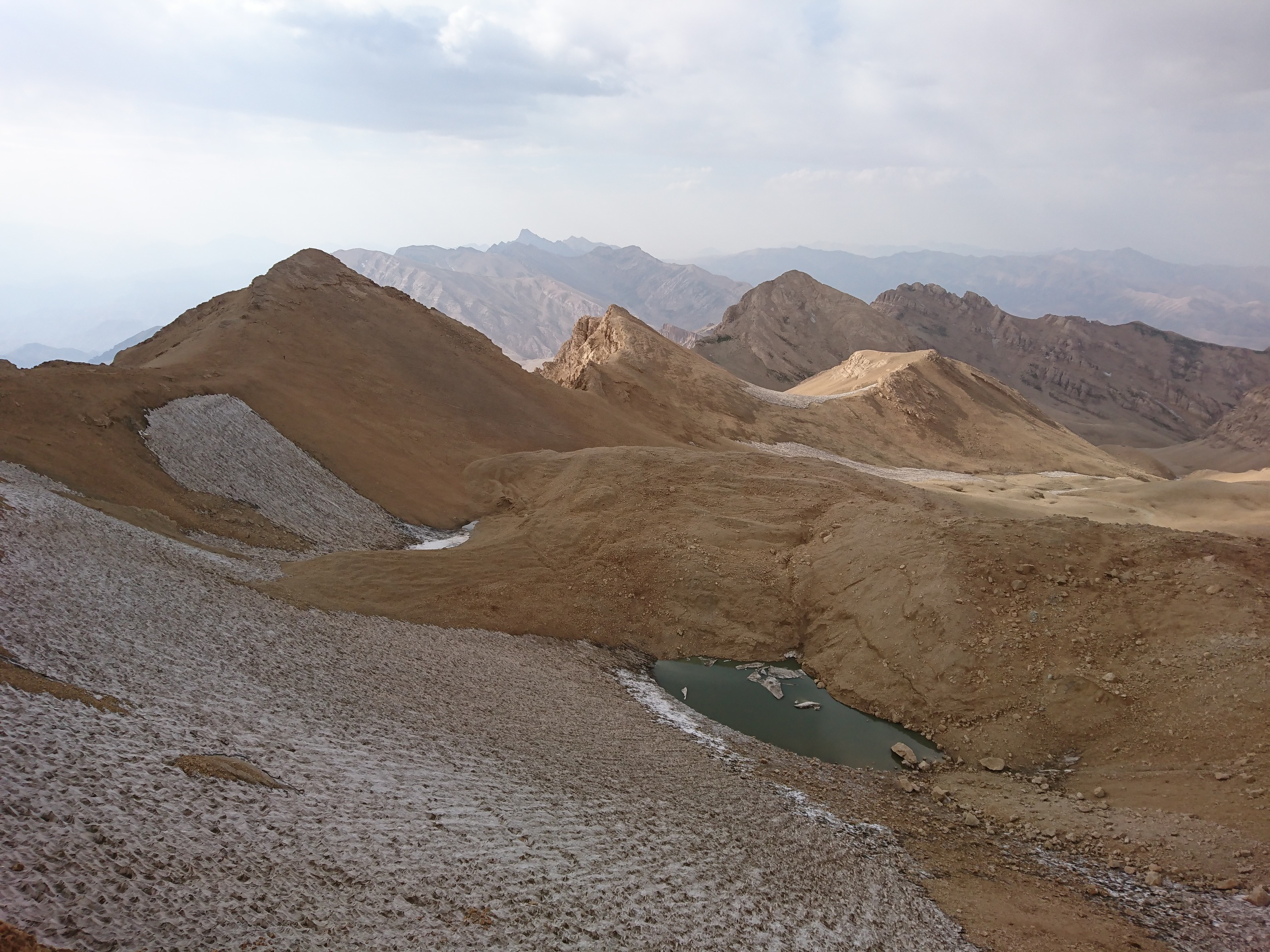
Vue vers le sud depuis le sommet de Kolonchin.